# جيرارد بيترز
جيرارد بيترز (بالهولندية: Gerard Peters)‏ كان دراج هولندي.

## الميداليات
| الميدالية | المسابقة |
| --------- | -------- |
| ذهبية     | 1950     |

## روابط خارجية
- جيرارد بيترز على موقع أرشيف الدراجات (الإنجليزية)